# Lovćen
Lovćen je najznamenitija planina u Crnoj Gori. Uzdiže se iznad Boke kotorske. Planina je opjevana u mnogim spjevovima, te u crnogorskoj himni "Oj, svijetla majska zoro".
Visinom se ističu dva vrha: Štirovnik (1749m) i Jezerski vrh (1657). Na Jezerskom vrhu nalazi se mauzolej poznatog crnogorskog pjesnika Petra II. Petrovića Njegoša. Na Lovćenu je i pokopan. Na nadgrobnoj ploči uklesan je grb Crne Gore s križem i natpis "Njegoš 1813. – 1851." Crnogorski knez i gospodar pokopan je na nižemu vrhu jer se isti dobro vidi iz Njegoševa rodnog mjesta – Njeguša.
Na planini su brojne vrtače i uvale u dva krška polja: Cetinjsko i Njeguško. Lovćen je bezvodan, a samo su Ivanova korita bogata vodom. 

## Nacionalni park Lovćen
Nacionalni park se prostire na 6220 hektara. Proglašen je nacionalnim parkom 1952. godine.

## Vanjske poveznice
[neaktivna poveznica]